# Liste der Nummer-eins-Hits in den Cash Box Charts (1963)
Diese Liste enthält alle Nummer-eins-Hits in den amerikanischen Cash Box Charts im Jahr 1963. Es gab in diesem Jahr 23 Nummer-eins-Singles.
| Singles |
| --- |
| - The Tornados – Telstar - 3 Wochen (29. Dezember 1962 – 18. Januar 1963) - Steve Lawrence – Go away little Girl - 2 Wochen (19. Januar – 1. Februar) - The Rooftop Singers – Walk Right In - 1 Woche (2. Februar – 8. Februar) - Paul & Paula – Hey Paula - 4 Wochen (9. Februar – 8. März) - The Four Seasons – Walk Like a Man - 2 Wochen (9. März – 22. März) - Ruby & The Romantics – Our Day Will Come - 1 Woche (23. März – 29. März) - The Chiffons – He's So Fine - 4 Wochen (30. März – 26. April) - Andy Williams – Can't Get Used To Losing You - 1 Woche (27. April – 3. Mai) - Little Peggy March – I Will Follow Him - 3 Wochen (4. Mai – 24. Mai) - Jimmy Soul – If You Wanna Be Happy - 1 Woche (25. Mai – 31. Mai) - Lesley Gore – It's My Party - 2 Wochen (1. Juni – 14. Juni) - Kyu Sakamoto – Sukiyaki - 4 Wochen (15. Juni – 12. Juli) - The Essex – Easier Said Than Done - 2 Wochen (13. Juli – 26. Juli) - Jan & Dean – Surf City - 1 Woche (27. Juli – 2. August) - Little Stevie Wonder – Fingertips, Part 2 - 4 Wochen (3. August – 30. August) - Allan Sherman – Hello Mudduh, Hello Fadduh! (A Letter From Camp) - 1 Woche (31. August – 6. September) - The Angels – My Boyfriend's Back - 2 Wochen (7. September – 20. September) - Bobby Vinton – Blue Velvet - 3 Wochen (21. September – 11. Oktober) - The Ronettes – Be My Baby - 1 Woche (12. Oktober – 18. Oktober) - Jimmy Gilner & The Fireballs – Sugar Shack - 3 Wochen (19. Oktober – 8. November) - Nino Tempo & April Stevens – Deep Purple - 2 Wochen (9. November – 22. November) - Dale & Grace – I'm Leaving It Up To You - 1 Woche (23. November – 29. November) - The Singing Nun (Sœur Sourire) – Dominique - 5 Wochen (30. November 1963 – 3. Januar 1964) |